# Хирасава, Садамити
Садамити Хирасава (яп. 平沢 貞通; 18 февраля 1892 — 10 мая 1987) — японский художник, обвинённый в массовом убийстве и ограблении банка в 1948 году. Умер через 37 лет в тюрьме, в ожидании исполнения вынесенного в отношении него смертного приговора.

## Убийство в банке «Тэйгин»
26 января 1948 года в отделение Императорского банка «Тэйгин» в пригороде Тосимы зашёл мужчина в белом халате. Он назвался врачом, посланным американскими оккупационными властями для проведения вакцинации от дизентерии. Управляющий отделением банка поверил ему и вместе с остальными сотрудниками принял лекарство, принесённое неизвестным, которое на самом деле было раствором цианида. Вскоре после этого все 16 человек потеряли сознание. Впоследствии принятое вещество стало смертельным для 11 сотрудников и ребёнка одного из них, находившегося в банке в момент ограбления. Затем неизвестный забрал из кассы 164 тысячи иен наличными, и чек на сумму 17,4 тысячи иен, после чего снял халат, и покинул банк.

## Расследование и суд
Было установлено, что перед ограблением «Тэйгина» имели место два похожих инцидента. Первый был связан с банком, находившимся у Иокогамской пристани. Неизвестный пришёл туда примерно за неделю до «Тэйгина», но местный управляющий не поверил ему и позвонил в министерство здравоохранения, чтобы подтвердить личность и полномочия пришедшего. В это время неизвестный поспешил покинуть отделение банка.
Второй случай произошёл в банке «Тэйкоку». Доза принятого сотрудниками яда оказалась недостаточной даже для потери сознания и ограбление было сорвано. Также преступник оставил визитку с именем доктора Сигару Мацуи, работавшего в японском министерстве здравоохранения, но у доктора имелось неопровержимое алиби и его непричастность к делу была быстро доказана.
Доктор Мацуи сообщил полиции, что за всё время работы он оставил у разных людей 92 такие визитки и получил столько же взамен. Из всех 92 людей, с которыми Мацуи поделился с визитками, 62 смогли предоставить их обратно, что сняло с них подозрения, также была доказана непричастность к делу ещё 22 человек, и одним из восьми оставшихся людей был Садамити Хирасава.
Хирасава был арестован 21 августа 1948 года. Он был опознан только двумя из четырёх оставшихся в живых сотрудников банка. Ещё одним доказательством его вины стало появление у него относительно большой суммы денег вскоре после ограбления «Тейгина». Его банковский счёт был пополнен на сумму 45 тысяч иен, и ещё 80 тысяч он передал своей жене.
В 1950 году Хирасава был признан виновным в убийстве 12 человек и приговорён к смертной казни. По японским законам каждый такой приговор должен быть утверждён министром юстиции. Хирасава провёл в камере смертников почти 37 лет. За это время в Японии сменилось 33 министра юстиции, но ни один из них не стал утверждать приговор, так как доказательства вины Хирасавы казались всем недостаточными и сомнительными. В заключении он продолжал заниматься живописью, а также написал автобиографию. Садамити Хирасава стал обладателем мирового рекорда, как человек, который дольше всех ожидал приведение в исполнение смертного приговора.
Умер 10 мая 1987 года в возрасте 95 лет от пневмонии.